# UCI Europe Tour 2006
Navigation
Édition précédente Édition suivante
L'UCI Europe Tour 2006 est la deuxième édition de l'UCI Europe Tour, l'un des cinq circuits continentaux de cyclisme de l'Union cycliste internationale. Il est composé de plus de 300 compétitions, organisées du 16 octobre 2005 au 12 octobre 2006 en Europe. Les championnats du monde élites et moins de 23 ans disputés à Salzbourg bien que non officiellement inscrits au calendrier comptent pour le classement tout comme les championnats nationaux.

## Calendrier des épreuves

### Octobre 2005
| Date | Course               | Pays    | Classe | Vainqueur       | Équipe            |
| ---- | -------------------- | ------- | ------ | --------------- | ----------------- |
| 16.  | Chrono des Herbiers  | France  | 1.1    | Ondřej Sosenka  | Acqua e Sapone    |
| 16.  | Escalade de Montjuïc | Espagne | 1.2    | Samuel Sánchez  | Euskaltel-Euskadi |
| 22.  | Florence-Pistoia     | Italie  | 1.1    | Sergiy Matveyev | Ceramica Panaria  |

### Janvier
| Date | Course                                 | Pays   | Classe | Vainqueur   | Équipe     |
| ---- | -------------------------------------- | ------ | ------ | ----------- | ---------- |
| 31.  | Grand Prix d'ouverture La Marseillaise | France | 1.1    | Baden Cooke | Unibet.com |

### Février
| Date    | Course                              | Pays     | Classe | Vainqueur               | Équipe                                |
| ------- | ----------------------------------- | -------- | ------ | ----------------------- | ------------------------------------- |
| 1.-5.   | Étoile de Bessèges                  | France   | 2.1    | Frederik Willems        | Chocolade Jacques-Topsport Vlaanderen |
| 4.      | Grand Prix de la côte étrusque      | Italie   | 1.1    | Alessandro Petacchi     | Milram                                |
| 5.      | Challenge de Majorque               | Espagne  | 1.1    | Isaac Gálvez            | Illes Balears                         |
| 6.      | Trofeo Alcudia                      | Espagne  | 1.1    | Isaac Gálvez            | Illes Balears                         |
| 7.      | Trofeo Pollença                     | Espagne  | 1.1    | David Bernabéu          | Comunidad Valenciana                  |
| 8.      | Trofeo Soller                       | Espagne  | 1.1    | Paolo Bettini           | Quick Step                            |
| 8.-12.  | Tour méditerranéen                  | France   | 2.1    | Cyril Dessel            | Ag2r Prévoyance                       |
| 9.      | Trofeo Calvia                       | Espagne  | 1.1    | David Kopp              | Gerolsteiner                          |
| 9.-12.  | Grand Prix International Costa Azul | Portugal | 2.1    | Robbie McEwen           | Davitamon-Lotto                       |
| 12.-16. | Tour d'Andalousie                   | Espagne  | 2.1    | Carlos García Quesada   | Unibet.com                            |
| 14.     | Trofeo Laigueglia                   | Italie   | 1.1    | Alessandro Ballan       | Lampre-Fondital                       |
| 15.-19. | Tour de l'Algarve                   | Portugal | 2.1    | João Cabreira           | Milaneza-Maia                         |
| 18.     | Tour du Haut-Var                    | France   | 1.1    | Leonardo Bertagnolli    | Cofidis                               |
| 19.     | Classic Haribo                      | France   | 1.1    | Arnaud Coyot            | Cofidis                               |
| 21.-25. | Tour de la Communauté de Valence    | Espagne  | 2.1    | Antonio Colom           | Illes Balears                         |
| 25.     | Beverbeek Classic                   | Belgique | 1.2    | Evert Verbist           | Chocolade Jacques-Topsport Vlaanderen |
| 25.     | GP Chiasso                          | Suisse   | 1.1    | Remmert Wielinga        | Quick Step                            |
| 25.     | Circuit Het Volk                    | Belgique | 1.HC   | Philippe Gilbert        | La Française des jeux                 |
| 26.     | Clásica de Almería                  | Espagne  | 1.1    | Francisco Pérez Sánchez | Illes Balears                         |
| 26.     | Kuurne-Bruxelles-Kuurne             | Belgique | 1.1    | Nick Nuyens             | Quick Step                            |
| 26.     | GP de Lugano                        | Suisse   | 1.1    | Paolo Bettini           | Quick Step                            |

### Mars
| Date    | Course                                      | Pays                 | Classe | Vainqueur            | Équipe                                  |
| ------- | ------------------------------------------- | -------------------- | ------ | -------------------- | --------------------------------------- |
| 1.      | Le Samyn                                    | Belgique             | 1.1    | Renaud Dion          | Ag2r Prévoyance                         |
| 1.-5.   | Tour de Murcie                              | Espagne              | 2.1    | Santos González      | 3 Molinos Resort                        |
| 3.-5.   | Trois Jours de Flandre-Occidentale          | Belgique             | 2.1    | Niko Eeckhout        | Chocolade Jacques-Topsport Vlaanderen   |
| 4.      | Milan-Turin                                 | Italie               | 1.HC   | Igor Astarloa        | Barloworld                              |
| 4.      | Flèche flamande                             | Belgique             | 1.2    | Evert Verbist        | Chocolade Jacques - Topsport Vlaanderen |
| 5.      | Grand Prix de Lillers                       | France               | 1.2    | Markus Eichler       | Regiostrom-Senges                       |
| 5.      | Monts du Luberon - Trophée Luc Leblanc      | France               | 1.2    | Rene Mandri          | Auber 93                                |
| 5.      | Grand Prix de Lillers-Souvenir Bruno Comini | France               | 1.2    | Markus Eichler       | Regiostrom-Senges                       |
| 6.      | Tour de la province de Lucques              | Italie               | 1.1    | Alessandro Petacchi  | Milram                                  |
| 9.-12.  | Tour du district de Santarém                | Portugal             | 2.1    | Lars Boom            | Rabobank Continental                    |
| 12.     | Tour du lac Majeur                          | Suisse               | 1.2    | Giairo Ermeti        | LPR                                     |
| 12.     | Paris-Troyes                                | France               | 1.2    | Yury Trofimov        | Omnibike Dynamo Moscou                  |
| 12.     | Trofeo Franco Balestra                      | Italie               | 1.2    | Aurélien Passeron    | Pedale Larigiano                        |
| 12.     | Circuit du Pays de Waes                     | Belgique             | 1.2    | Niko Eeckhout        | Chocolade Jacques-Topsport Vlaanderen   |
| 12.     | Poreč Trophy                                | Croatie              | 1.2    | Simon Špilak         | Adria Mobil                             |
| 15.     | Nokere Koerse                               | Belgique             | 1.1    | Bert Roesems         | Davitamon-Lotto                         |
| 16.-19. | Istrian Spring Trophy                       | Croatie              | 2.2    | Borut Božič          | Peruntnina Ptuj                         |
| 17.     | Classic Loire-Atlantique                    | France               | 1.2    | Sergey Kolesnikov    | Omnibike Dynamo Moscou                  |
| 19.     | GP Cholet-Pays de la Loire                  | France               | 1.1    | Chris Sutton         | Cofidis                                 |
| 19.     | Roue tourangelle                            | France               | 1.2    | Sergey Kolesnikov    | Omnibike Dynamo Moscou                  |
| 20.-24. | Tour de Castille-et-León                    | Espagne              | 2.1    | Alexandre Vinokourov | Liberty Seguros-Würth                   |
| 20.-26. | Tour de Normandie                           | France               | 2.2    | Kai Reus             | Rabobank Continental                    |
| 21.-25. | Semaine internationale Coppi et Bartali     | Italie               | 2.1    | Damiano Cunego       | Lampre-Fondital                         |
| 22.     | À travers les Flandres                      | Belgique             | 1.1    | Frederik Veuchelen   | Chocolade Jacques-Topsport Vlaanderen   |
| 22.     | Grand Prix de Waregem                       | Belgique             | 1.2 U  | Jelle Vanendert      | Bodysol-Win For Life-Jong Vlaanderen    |
| 23.-26. | The Paths of King Nikola                    | Serbie-et-Monténégro | 2.2    | Radoslav Rogina      | Peruntnina Ptuj                         |
| 25.     | Grand Prix E3                               | Belgique             | 1.HC   | Tom Boonen           | Quick Step                              |
| 25.-26. | Critérium international                     | France               | 2.HC   | Ivan Basso           | CSC                                     |
| 26.     | Flèche brabançonne                          | Belgique             | 1.1    | Óscar Freire         | Rabobank                                |
| 26.     | Giro del Mendrisiotto                       | Suisse               | 1.2    | Daniele De Paoli     | LPR                                     |
| 28.-30. | Trois Jours de La Panne                     | Belgique             | 2.HC   | Leif Hoste           | Discovery Channel                       |
| 29.-2.  | Cinturón a Mallorca                         | Espagne              | 2.2    | Pavel Brutt          | Tinkoff Restaurants                     |
| 31.     | Route Adélie                                | France               | 1.1    | Samuel Dumoulin      | Ag2r Prévoyance                         |

### Avril
| Date    | Course                                                  | Pays      | Classe | Vainqueur             | Équipe                                 |
| ------- | ------------------------------------------------------- | --------- | ------ | --------------------- | -------------------------------------- |
| 1.      | Hel van het Mergelland                                  | Pays-Bas  | 1.1    | Mikhaylo Khalilov     | LPR                                    |
| 1.      | Grand Prix Miguel Indurain                              | Espagne   | 1.1    | Fabian Wegmann        | Gerolsteiner                           |
| 1.      | Boucle de l'Artois                                      | France    | 1.2    | Alexander Khatuntsev  | Omnibike Dynamo Moscou                 |
| 2.      | Grand Prix de Rennes                                    | France    | 1.1    | Paride Grillo         | Ceramica Panaria                       |
| 2.      | Trofeo Banca Popolare di Vicenza                        | Italie    | 1.2U   | Ermanno Capelli       | Unidelta Bottoli Arvedi                |
| 4.–7.   | Circuit de la Sarthe                                    | France    | 2.1    | Stefan Schumacher     | Gerolsteiner                           |
| 5.-9.   | Semaine cycliste lombarde                               | Italie    | 2.2    | Robert Gesink         | Rabobank Continental                   |
| 5.-9.   | Tour de Grèce                                           | Grèce     | 2.2    | Pavel Brutt           | Tinkoff Restaurants                    |
| 6.      | Grand Prix Pino Cerami                                  | Belgique  | 1.1    | Sebastian Langeveld   | Skil-Shimano                           |
| 7.-9.   | Circuit des Ardennes                                    | France    | 2.2    | Sergey Kolesnikov     | Omnibike Dynamo Moscou                 |
| 8.      | Tour de Drenthe                                         | Pays-Bas  | 1.1    | Markus Eichler        | Regiostrom-Senges                      |
| 9.      | Klasika Primavera                                       | Espagne   | 1.1    | Carlos Sastre         | CSC                                    |
| 12.     | Côte picarde                                            | France    | 1.2U   | Guillaume Levarlet    | CC Nogent-sur-Oise                     |
| 12.     | Grand Prix de l’Escaut                                  | Belgique  | 1.HC   | Tom Boonen            | Quick Step-Innergetic                  |
| 12.-16. | Tour du Loir-et-Cher                                    | France    | 2.2    | Jacob Moe Rasmussen   | GLS                                    |
| 13.     | Grand Prix de Denain                                    | France    | 1.1    | Jimmy Casper          | Cofidis                                |
| 13.-16. | Rhône-Alpes Isère Tour                                  | France    | 2.2    | Tomislav Dančulović   | Perutnina Ptuj                         |
| 15.     | Tour du Finistère                                       | France    | 1.1    | Sergey Kolesnikov     | Omnibike Dynamo Moscou                 |
| 15.     | Salzkammergut-Giro                                      | Autriche  | 1.2    | Markus Eibegger       | ?                                      |
| 16.     | Giro d'Oro                                              | Italie    | 1.1    | Damiano Cunego        | Lampre-Fondital                        |
| 16.     | Tour de Düren                                           | Allemagne | 1.2    | Elnathan Heizmann     | Regiostrom-Senges                      |
| 16.     | Tro Bro Leon                                            | France    | 1.1    | Mark Renshaw          | Crédit agricole                        |
| 16.     | Grand Prix de la ville de Nogent-sur-Oise               | France    | 1.2    | Jos Pronk             | ProComm - Van Hemert                   |
| 17.     | Tour de Cologne                                         | Allemagne | 1.1    | Christian Knees       | Milram                                 |
| 17.     | Giro del Belvedere                                      | Italie    | 1.2    | Fabrizio Galeazzi     | Zalf Désirée Fior                      |
| 18.     | Paris-Camembert                                         | France    | 1.1    | Anthony Geslin        | Bouygues Telecom                       |
| 18.     | Gran Premio Palio del Recioto                           | Italie    | 1.2    | Ermanno Capelli       | Unidelta Gls Garda                     |
| 18.–21. | Tour du Trentin                                         | Italie    | 2.1    | Damiano Cunego        | Lampre-Fondital                        |
| 19.–23. | Tour de Basse-Saxe                                      | Allemagne | 2.1    | Alessandro Petacchi   | Milram                                 |
| 21.–23. | Tour de La Rioja                                        | Espagne   | 2.1    | Ricardo Serrano       | Kaiku                                  |
| 22.     | Grand Prix de Villers-Cotterêts                         | France    | 1.1    | Émilien-Benoît Bergès | Auber 93                               |
| 22.-26. | Grand Prix de Sotchi                                    | Russie    | 2.2    | Sergey Kolesnikov     | Omnibike Dynamo Moscou                 |
| 23.     | Tour des Apennins                                       | Italie    | 1.1    | Rinaldo Nocentini     | Acqua e Sapone                         |
| 23.     | Tour de Hollande-Septentrionale                         | Pays-Bas  | 1.2    | Kai Reus              | Rabobank Continental                   |
| 23.     | Paris-Mantes-en-Yvelines                                | France    | 1.2    | Alexander Serov       | Tinkoff Restaurants                    |
| 23.     | Tour des Flandres espoirs                               | Belgique  | 1.2U   | Kevyn Ista            | V.C Roubaix - Lille Métropoole         |
| 25.     | Gran Premio della Liberazione                           | Italie    | 1.2    | Matthew Goss          | Équipe cycliste Southaustralia.com-AIS |
| 25.-1.  | Tour de Bretagne                                        | France    | 2.2    | Dries Devenyns        | Davitamon-Lotto                        |
| 26.–30. | Tour de Rhénanie-Palatinat                              | Allemagne | 2.1    | René Haselbacher      | Gerolsteiner                           |
| 26.-1.  | Tour des régions italiennes                             | Italie    | 2.2U   | Dmytro Grabovskyy     | Ukraine (?)                            |
| 28.-30. | Szlakiem Grodów Piastowskich                            | Pologne   | 2.1    | Tomasz Kiendyś        | Knauf                                  |
| 29.     | Grand Prix Herning                                      | Danemark  | 1.1    | Allan Johansen        | CSC                                    |
| 29.     | Grand Prix de l'industrie et de l'artisanat de Larciano | Italie    | 1.1    | Damiano Cunego        | Lampre-Fondital                        |
| 30.     | Aarhus Classic                                          | Danemark  | 1.1    | Erwin Thijs           | Unibet.com                             |
| 30.     | Tour de Toscane                                         | Italie    | 1.1    | Przemysław Niemiec    | Miche                                  |
| 30.     | Trophée des grimpeurs                                   | France    | 1.1    | Didier Rous           | Bouygues Telecom                       |
| 30.-7.  | Tour de Turquie                                         | Turquie   | 2.2    | Ghader Mizbani        | Giant Asia Racing Team                 |

### Mai
| Date    | Course                           | Pays       | Classe | Vainqueur             | Équipe                                                |
| ------- | -------------------------------- | ---------- | ------ | --------------------- | ----------------------------------------------------- |
| 1.      | Grand Prix de Francfort          | Allemagne  | 1.HC   | Stefano Garzelli      | Liquigas-Bianchi                                      |
| 1.      | Liège-Bastogne-Liège espoirs     | Belgique   | 1.2U   | Kai Reus              | Rabobank Continental                                  |
| 1.      | Mémorial Andrzej Trochanowski    | Pologne    | 1.2    | Piotr Chmielewski     | Équipe cycliste CCC Polsat                            |
| 1.      | Grand Prix du 1er mai            | Belgique   | 1.2    | Jean-Philippe Dony    | Pôle Continental Wallon Davitamon- Euro Millions 2006 |
| 2.      | Coppa Città di Asti              | Italie     | 1.2    | Oscar Gatto           | Zalf Désirée Fior                                     |
| 2.      | Grand Prix de Moscou             | Russie     | 1.2    | Alexander Khatuntsev  | Omnibike Dynamo Moscou                                |
| 3.      | Mayor Cup                        | Russie     | 1.2    | Normunds Lasis        | Rietumu Bank-Riga                                     |
| 3.-6.   | Tour du Frioul-Vénétie julienne  | Italie     | 2.2    | Boris Shpilevsky      | A.C.S. Gruppo Lupi                                    |
| 3.-7.   | Tour d'Estrémadure               | Espagne    | 2.2    | Pedro Romero Ocampo   | Spiuk-Extremadura                                     |
| 3.-7.   | Quatre Jours de Dunkerque        | France     | 2.HC   | Roberto Petito        | Tenax                                                 |
| 5.-9.   | Cinq anneaux de Moscou           | Russie     | 2.2    | Alexander Khatuntsev  | Omnibike Dynamo Moscou                                |
| 6.      | Tour d'Overijssel                | Pays-Bas   | 1.2    | Peter Möhlmann        | Fondas- P3Transfert                                   |
| 6.-7.   | Clásica de Alcobendas            | Espagne    | 2.1    | Jan Hruška            | 3 Molinos Resort                                      |
| 7.      | Omloop der Kempen                | Pays-Bas   | 1.2    | Evgeny Popov          | Rabobank Continental                                  |
| 7.      | Grand Prix Industrie del Marmo   | Italie     | 1.2    | Devid Garbelli        | GS San Marco Concrete Caneva                          |
| 7.      | Circuito del Porto-Trofeo Arvedi | Italie     | 1.2    | Manolo Zanella        | Zalf Désirée Fior                                     |
| 9.-14.  | Tour de Thuringe                 | Allemagne  | 2.2U   | Tony Martin           | Thüringer Energie                                     |
| 11.     | Mémorial Oleg Dyachenko          | Russie     | 1.2    | Aliaksandr Kuschynski | Ceramica Flaminia                                     |
| 11.-15. | Tour de la communauté de Madrid  | Espagne    | 2.2    | Sergi Escobar         | Grupo Nicolas Mateos                                  |
| 12.-14. | Tour de Picardie                 | France     | 2.1    | Jimmy Casper          | Cofidis                                               |
| 13.-20. | Course de la Paix                | Tchéquie   | 2.HC   | Giampaolo Cheula      | Barloworld                                            |
| 13.-21. | Olympia's Tour                   | Pays-Bas   | 2.2    | Tom Veelers           | Rabobank Continental                                  |
| 18.-21. | Circuit de Lorraine              | France     | 2.1    | Mauricio Soler        | Acqua e Sapone                                        |
| 18.-21. | Ronde de l'Isard d'Ariège        | France     | 2.2U   | Ignatas Konovalovas   | VC La Pomme Marseille                                 |
| 19.-20. | Tour de la province de Cosenza   | Italie     | 2.2    | Francesco Reda        | Publisport La Spezia                                  |
| 21.     | Grand Prix Möbel Alvisse         | Luxembourg | 1.2    | Gabriel Rasch         | Maxbo Bianchi                                         |
| 21.     | Neuseen Classics                 | Allemagne  | 1.2    | Danilo Hondo          | Lamonta                                               |
| 21.     | Clásica Memorial Txuma           | Espagne    | 1.2U   | Mikhail Ignatiev      | Tinkoff Credit Systems                                |
| 21.-28. | FBD Insurance Ras                | Irlande    | 2.2    | Kristian House        | Recycling.co.uk                                       |
| 23.-28. | Tour de Navarre                  | Espagne    | 2.2    | Jesús Tendero         | Vina Magna-Cropu                                      |
| 24.-28. | Tour de Belgique                 | Belgique   | 2.1    | Maarten Tjallingii    | Skil-Shimano                                          |
| 24.-28. | Tour de Bavière                  | Allemagne  | 2.HC   | José Alberto Martinez | Agritubel                                             |
| 24.-28. | Tour de l'Alentejo               | Portugal   | 2.1    | Sérgio Ribeiro        | Barbot                                                |
| 25.     | Tour de Vendée                   | France     | 1.1    | Mikel Gaztañaga       | Atom                                                  |
| 25.-28. | Tour de Gironde                  | France     | 2.2    | Jérôme Bonnace        | U.C. Châteauroux - Laboratoires Fenioux               |
| 25.-28. | Flèche du Sud                    | Luxembourg | 2.2    | Geraint Thomas        | Grande-Bretagne                                       |
| 26.     | EOS Tallinn G.P                  | Estonie    | 1.1    | Janek Tombak          | Kalev Chocolate                                       |
| 26.     | Grand Prix Hydraulika Mikolasek  | Slovaquie  | 1.2    | Jure Golčer           | Perutnina Ptuj                                        |
| 27.     | GP Tartu                         | Estonie    | 1.1    | Wojciech Pawlak       | Knauf                                                 |
| 27.     | Grand Prix de Plumelec-Morbihan  | France     | 1.1    | Cédric Hervé          | Bretagne-Jean Floc'h                                  |
| 27.     | Grand Prix Kooperativa           | Slovaquie  | 1.2    | Peter Velits          | Konica Minolta-Bizhub                                 |
| 28.     | Boucles de l'Aulne               | France     | 1.1    | Johan Coenen          | Unibet.com                                            |
| 28.     | GP Llodio                        | Espagne    | 1.1    | Jaume Rovira          | Andalucia-Paul Versan                                 |
| 28.     | Grand Prix Palma                 | Slovaquie  | 1.2    | Boštjan Mervar        | Perutnina Ptuj                                        |
| 28.     | Paris-Roubaix espoirs            | France     | 1.2U   | Tom Veelers           | Rabobank Continental                                  |
| 31.-4.  | Tour de Luxembourg               | Luxembourg | 2.HC   | Christian Vande Velde | CSC                                                   |
| 31.-4.  | Bicyclette basque                | Espagne    | 2.HC   | Koldo Gil             | Saunier Duval-Prodir                                  |

### Juin
| Date    | Course                                       | Pays                 | Classe | Vainqueur           | Équipe                               |
| ------- | -------------------------------------------- | -------------------- | ------ | ------------------- | ------------------------------------ |
| 2.      | Trofeo Alcide Degasperi                      | Italie               | 1.2    | Matthew Lloyd       | Southaustralia.com-AIS               |
| 2.-5.   | Tour de Berlin                               | Allemagne            | 2.2U   | Alex Rasmussen      | Danemark                             |
| 3.      | Grand Prix de la Forêt-Noire                 | Allemagne            | 1.1    | Jure Golčer         | Perutnina Ptuj                       |
| 3.      | Mémorial Marco Pantani                       | Italie               | 1.1    | Daniele Bennati     | Lampre-Fondital                      |
| 3.      | Grand Prix Kranj                             | Slovénie             | 1.2    | Boštjan Mervar      | Perutnina Ptuj                       |
| 4.      | Grand Prix du canton d’Argovie               | Suisse               | 1.HC   | Beat Zberg          | Gerolsteiner                         |
| 4.      | Mémorial Philippe Van Coningsloo             | Belgique             | 1.2    | Kevin Maene         | Landbouwkrediet-Colnago              |
| 4.      | Riga Grand Prix                              | Lettonie             | 1.2    | Sergey Kolesnikov   | Omnibike Dynamo Moscou               |
| 4.      | Coppa della Pace                             | Italie               | 1.2    | Alexander Filippov  | Amore & Vita-McDonald's              |
| 5.-10.  | Tour de Lleida                               | Espagne              | 2.2    | Mikhail Ignatiev    | Tinkoff Credit Systems               |
| 6.-11.  | Bałtyk-Karkonosze Tour                       | Pologne              | 2.2    | Bartłomiej Matysiak | Legia Bazyliszek - Sopro             |
| 7.      | Veenendaal-Veenendaal                        | Pays-Bas             | 1.HC   | Tom Boonen          | Quick Step                           |
| 7.-11.  | Ringerike Grand Prix                         | Norvège              | 2.2    | Gabriel Rasch       | Maxbo Bianchi Cycling                |
| 8.-11.  | Tour de Slovénie                             | Slovénie             | 2.1    | Tomaž Nose          | Adria Mobil                          |
| 8.-11.  | GP Internacional CTT Correios                | Portugal             | 2.1    | Jordi Grau          | L.A. Aluminios                       |
| 9.-18.  | Giro Ciclistico d'Italia U23                 | Italie               | 2.2    | Dario Cataldo       | Monsummanese Bedogni Praga Natalini  |
| 10.-11. | OZ Wielerweekend                             | Pays-Bas             | 2.2    | Niki Terpstra       | Ubbink-Syntec                        |
| 11.     | Flèche hesbignonne-Cras Avernas              | Belgique             | 1.2    | Erwin Thijs         | Unibet.com                           |
| 13.-18. | Tour de Serbie                               | Serbie-et-Monténégro | 2.2    | Ivaïlo Gabrovski    | Flanders                             |
| 14.     | Subida al Naranco                            | Espagne              | 1.1    | Fortunato Baliani   | Ceramica Panaria                     |
| 14.-17. | Ster Elektrotoer                             | Pays-Bas             | 2.1    | Kurt Asle Arvesen   | CSC                                  |
| 14.-20. | Circuito Montañés                            | Espagne              | 2.2    | Robert Gesink       | Rabobank Continental                 |
| 15.-18. | Route du Sud                                 | France               | 2.1    | Thomas Voeckler     | Bouygues Telecom                     |
| 15.-18. | Boucles de la Mayenne                        | France               | 2.2    | Koji Fukushima      | Cycle Racing Vang                    |
| 15.-18. | Tour de Mainfranken                          | Allemagne            | 2.2    | Sebastian Schwager  | Thüringer Energie                    |
| 16.-20. | Tour des Asturies                            | Espagne              | 2.1    | Óscar Sevilla       | T-Mobile                             |
| 21.     | Halle-Ingooigem                              | Belgique             | 1.1    | Baden Cooke         | Unibet.com                           |
| 21.     | Tour de Frise                                | Pays-Bas             | 1.1    | Aart Vierhouten     | Skil-Shimano                         |
| 25.     | Giro delle Valli Aretine                     | Italie               | 1.2    | Federico Canuti     | Futura                               |
| 27.     | Trophée de la ville de Brescia               | Italie               | 1.2    | Roberto Ferrari     | Tenax-Salmilano                      |
| 28.     | Internationale Wielertrofee Jong Maar Moedig | Belgique             | 1.2    | Greg Van Avermaet   | Bodysol-Win For Life-Jong Vlaanderen |
| 28.-1.  | Grand Prix cycliste de Gemenc                | Hongrie              | 2.2    | Martin Prázdnovský  | Sparebanken Vest                     |
| 28.-2.  | Course de la Solidarité olympique            | Pologne              | 2.1    | Robert Radosz       | DHL-Author                           |

### Juillet
| Date    | Course                                            | Pays       | Classe | Vainqueur                    | Équipe                      |
| ------- | ------------------------------------------------- | ---------- | ------ | ---------------------------- | --------------------------- |
| 1.      | Tour du Jura                                      | Suisse     | 1.2    | Andreas Schillinger          | Milram Continental          |
| 2.      | Tour du Doubs                                     | France     | 1.1    | Yoann Le Boulanger           | Bouygues Telecom            |
| 2.      | Rund um den Elm                                   | Allemagne  | 1.2    | Markus Eichler               | Regiostrom-Senges           |
| 2.      | De Drie Zustersteden                              | Belgique   | 1.2    | Gerrit Soepenberg            | Fondas-P3 Trnasfert         |
| 3.-9.   | Tour d’Autriche                                   | Autriche   | 2.HC   | Non attribué                 |                             |
| 5.-9.   | Trophée Joaquim Agostinho                         | Portugal   | 2.1    | Danail Petrov                | Milaneza-Maia               |
| 8.      | Giro della Vasesia 1                              | Italie     | 1.2    | Francesco Tizza              | Sc Pagnoncelli Ngc Perrel   |
| 9.      | Giro della Vasesia 2                              | Italie     | 1.2    | Piotr Zieliński              | Bretagne-Jean Floc'h        |
| 9.      | Grand Prix de Dourges-Hénin-Beaumont              | France     | 1.2    | Markus Eichler               | Regiostrom-Senges           |
| 14.     | Championnat d’Europe du contre-la-montre          | Pays-Bas   | CC     | Dmytro Grabovskyy            | Ukraine (équipe nationale)  |
| 15.     | Cronoscalata Gardone Val Trompia-Prati di Caregno | Italie     | 1.2    | Simone Stortoni              | Lucchini Neri Nuova Comauto |
| 15.-24. | Way to Pekin                                      | Russie     | 2.2    | Alexander Erofeev            | ?                           |
| 16.     | Championnat d’Europe sur route                    | Pays-Bas   | CC     | Benoît Sinner                | France (équipe nationale)   |
| 16.     | Coppa Colli Briantei Internazionale               | Italie     | 1.2    | Marco Cattaneo               | NGC-Pagnoncelli-Perrel      |
| 16.     | Pomorski Klasyk                                   | Pologne    | 1.2    | Krzysztof Jeżowski           | Knauf                       |
| 16.     | Giro del Casentino                                | Italie     | 1.2    | Sacha Modolo                 | Zalf Désirée Fior           |
| 19.-23. | Tour de Saxe                                      | Allemagne  | 2.1    | Vladimir Gusev               | Discovery Channel           |
| 20.-23. | Brixia Tour                                       | Italie     | 2.1    | Davide Rebellin              | Gerolsteiner                |
| 22.     | Grand Prix Bradlo                                 | Slovaquie  | 1.2    | Adam Hansen                  | Aposport Krone Linz         |
| 22.     | Grand Prix Cristal Energie                        | France     | 1.2    | Carlos Torrent               | Vina Magna                  |
| 23.     | Grand Prix de la ville de Pérenchies              | France     | 1.2    | Tony Cavet                   | VC Evreux                   |
| 23.     | Grand Prix Demy-Cars                              | Luxembourg | 1.2    | Fredrik Johansson            | Differdange-Apiflo Vacances |
| 23.     | Gran Premio Inda                                  | Italie     | 1.2    | Wojciech Dybel               | MGK Vis Norda               |
| 24.-28. | Tour de la Région Wallonne                        | Belgique   | 2.HC   | Fabrizio Guidi               | Phonak                      |
| 25.     | Prueba Villafranca de Ordizia                     | Espagne    | 1.1    | Félix Cárdenas               | Barloworld                  |
| 25.-29. | Dookoła Mazowsza                                  | Pologne    | 2.2    | Tomasz Kiendyś               | Knauf                       |
| 27.     | Internatie Reningelst                             | Belgique   | 1.2    | Robby Meul                   | Jartazi-7Mobile             |
| 29.     | Luk Challenge                                     | Allemagne  | 1.1    | Markus Fothen/Sebastian Lang | Gerolsteiner                |
| 30.     | Polynormande                                      | France     | 1.1    | Anthony Charteau             | Crédit agricole             |
| 30.     | Scandinavian Race Uppsala                         | Suède      | 1.2    | Edvald Boasson Hagen         | Maxbo Bianchi Cycling       |
| 31.     | Circuit de Getxo                                  | Espagne    | 1.1    | Mikel Gaztañaga              | Atom                        |
| 31.-4.  | Tour des Pyrénées                                 | France     | 2.2    | Enrique Salgueiro            | Spiuk-Extremadura           |

### Août
| Date    | Course                                          | Pays        | Classe | Vainqueur             | Équipe                               |
| ------- | ----------------------------------------------- | ----------- | ------ | --------------------- | ------------------------------------ |
| 2.-3.   | Paris-Corrèze                                   | France      | 2.1    | Didier Rous           | Bouygues Telecom                     |
| 2.-6.   | Tour de León                                    | Espagne     | 2.2    | José Antonio Carrasco | Alfus-Tedes                          |
| 2.-6.   | Tour du Danemark                                | Danemark    | 2.HC   | Fabian Cancellara     | CSC                                  |
| 3.      | Grand Prix de la ville de Camaiore              | Italie      | 1.1    | Luca Paolini          | Liquigas                             |
| 4.-13.  | Tour de la Guadeloupe                           | France      | 2.2    | Martin Prázdnovský    | Sparebanken Vest                     |
| 5.      | Tour du Latium                                  | Italie      | 1.HC   | Giuliano Figueras     | Lampre-Fondital                      |
| 5.      | GP Folignano                                    | Italie      | 1.2    | Rocco Capasso         | S.C. Centro Della Calzatura          |
| 5.-15.  | Tour du Portugal                                | Portugal    | 2.HC   | David Blanco          | Comunidad Valenciana                 |
| 6.      | Trofeo Matteotti                                | Italie      | 1.1    | Ruslan Pidgornyy      | Tenax                                |
| 6.-9.   | Tour de l'Ain                                   | France      | 2.1    | Cyril Dessel          | Ag2r Prévoyance                      |
| 6.-10.  | Tour de Burgos                                  | Espagne     | 2.HC   | Iban Mayo             | Euskaltel-Euskadi                    |
| 8.      | GP Fred Mengoni                                 | Italie      | 1.1    | Andrea Tonti          | Acqua e Sapone                       |
| 9.      | Grand Prix de Castelfidardo                     | Italie      | 1.1    | Paolo Bossoni         | Tenax                                |
| 12.     | Tour de la Hainleite                            | Allemagne   | 1.1    | Jens Voigt            | CSC                                  |
| 12.     | GP Citta' di Felino                             | Italie      | 1.2    | Roberto Ferrari       | Tenax-Salmilano                      |
| 12.     | Coupe des Carpates                              | Pologne     | 1.2    | Roman Broniš          | Dukla Trenčín                        |
| 13.     | Tour de Bochum                                  | Allemagne   | 1.1    | Jens Voigt            | CSC                                  |
| 13.     | Mémorial Henryka Lasaka                         | Pologne     | 1.1    | Petr Benčík           | PSK Whirlpool                        |
| 13.     | Subida a Urkiola                                | Espagne     | 1.1    | Iban Mayo             | Euskaltel-Euskadi                    |
| 13.     | Trophée international Bastianelli               | Italie      | 1.2    | Rocco Capasso         | Riviera Adriatica                    |
| 15.     | Trois vallées varésines                         | Italie      | 1.HC   | Stefano Garzelli      | Liquigas-Bianchi                     |
| 15.     | Puchar Ministra Obrony Narodowej                | Pologne     | 1.2    | Marcin Gębka          | DHL-Author                           |
| 15.-18. | Tour du Limousin                                | France      | 2.1    | Leonardo Duque        | Cofidis                              |
| 16.     | Coppa Agostoni                                  | Italie      | 1.1    | Alessandro Bertolini  | Selle Italia-Diquigiovanni           |
| 16.     | Gran Premio Capodarco                           | Italie      | 1.2    | Marco Bandiera        | Zalf Désirée Fior                    |
| 16.-20. | Regio-Tour                                      | Allemagne   | 2.1    | Andreas Klöden        | T-Mobile                             |
| 17.     | Coppa Bernocchi                                 | Italie      | 1.1    | Danilo Napolitano     | Lampre-Fondital                      |
| 17.     | Gara Ciclistica Milionaria                      | Italie      | 1.2    | Julien Antomarchi     | VC La Pomme Marseille                |
| 18.     | GP Area Metropolitana de Vigo                   | Espagne     | 1.2    | Jacek Morajko         | Carvalhelhos-Boavista                |
| 19.     | Gran Premio Ciudade de Vigo                     | Espagne     | 1.2    | César Quiterio        | Imoholding - Loulé Jardim            |
| 20.     | Clasica a los Puertos                           | Espagne     | 1.1    | Rubén Plaza           | Comunidad Valenciana                 |
| 20.     | Châteauroux Classic de l'Indre                  | France      | 1.1    | Nicolas Vogondy       | Crédit agricole                      |
| 22.     | Grand Prix de la ville de Zottegem              | Belgique    | 1.1    | René Obst             | Milram Continental                   |
| 22.-25. | Tour du Poitou-Charentes                        | France      | 2.1    | Sylvain Chavanel      | Cofidis                              |
| 23.     | Druivenkoers Overijse                           | Belgique    | 1.1    | Russell Downing       | DFL-Cyclingnews-Litespeed            |
| 23.     | GP Nobili Rubinetterie                          | Italie      | 1.1    | Paolo Longo Borghini  | Ceramica Flaminia                    |
| 23.-27. | Grand Prix Guillaume Tell                       | Suisse      | 2.2U   | Markus Eibegger       | Équipe d’Autriche                    |
| 24.     | GP Industria e Commercio Artigianato Carnaghese | Italie      | 1.1    | Félix Cárdenas        | Barloworld                           |
| 26.     | Tour de Vénétie                                 | Italie      | 1.HC   | Rinaldo Nocentini     | Wiesenhof-Akud                       |
| 26.     | Szlakiem Walk Majora Hubala                     | Pologne     | 1.2    | Tomasz Lisowicz       | Knauf Team                           |
| 27.     | Tour du Sachsenring                             | Allemagne   | 1.2    | Artur Gajek           | Wiesenhof-Akud                       |
| 27.     | Flèche du port d'Anvers                         | Belgique    | 1.2    | Vytautas Kaupas       | Jartazi-7Mobile                      |
| 28.     | Grand Prix de Beuvry-la-Forêt                   | France      | 1.2    | Jean Zen              | V.C Roubaix                          |
| 29.     | Coupe Sels                                      | Belgique    | 1.1    | Preben Van Hecke      | Davitamon-Lotto                      |
| 29.-3.  | Tour de Grande-Bretagne                         | Royaume-Uni | 2.1    | Martin Pedersen       | CSC                                  |
| 29.-3.  | Tour de la Vallée d'Aoste                       | Italie      | 2.2    | Alessandro Bisolti    | U.C Palazzago Elledent Rad Logistica |
| 30.-3.  | Tour de Slovaquie                               | Slovaquie   | 2.2    | Radosław Romanik      | DHL-Author                           |
| 31.     | Trofeo Melinda                                  | Italie      | 1.1    | Stefano Garzelli      | Liquigas-Bianchi                     |
| 31.-9.  | Tour de l'Avenir                                | France      | 2.1    | Moisés Dueñas         | Agritubel                            |

### Septembre
| Date    | Course                                            | Pays      | Classe | Vainqueur                   | Équipe                                     |
| ------- | ------------------------------------------------- | --------- | ------ | --------------------------- | ------------------------------------------ |
| 1.-3.   | Roserittet                                        | Norvège   | 2.2    | Jos van Emden               | Rabobank Continental                       |
| 2.      | Coppa Placci                                      | Italie    | 1.HC   | Rinaldo Nocentini           | Wiesenhof-Akud                             |
| 2.      | Tour de Rijke                                     | Pays-Bas  | 1.1    | Graeme Brown                | Rabobank                                   |
| 3.      | Grand Prix Jef Scherens                           | Belgique  | 1.1    | Marcel Sieberg              | Wiesenhof-Akud                             |
| 3.      | Tour de Romagne                                   | Italie    | 1.1    | Santo Anzà                  | Selle Italia                               |
| 3.      | Duo normand                                       | France    | 1.2    | Ondřej Sosenka Radek Blahut | Acqua & Sapone PSK-Whirlpool-Hradec Krlove |
| 6.      | Mémorial Rik Van Steenbergen                      | Belgique  | 1.1    | Niko Eeckhout               | Chocolade Jacques-Topsport Vlaanderen      |
| 7.-10.  | Tour de Toscane espoirs                           | Italie    | 2.2    | Francesco Gavazzi           | Lampre-Fondital                            |
| 8.-16.  | Tour de Bulgarie                                  | Bulgarie  | 2.2    | Ivaïlo Gabrovski            | Flanders                                   |
| 9.      | Paris-Bruxelles                                   | Belgique  | 1.HC   | Robbie McEwen               | Davitamon-Lotto                            |
| 9.-10.  | Triptyque des Barrages                            | Belgique  | 2.2U   | Jos van Emden               | Rabobank Continental                       |
| 10.     | Tour de Nuremberg                                 | Allemagne | 1.1    | Gerald Ciolek               | Wiesenhof-Akud                             |
| 10.     | Grand Prix de Fourmies                            | France    | 1.HC   | Philippe Gilbert            | La Française des jeux                      |
| 10.     | Chrono champenois                                 | France    | 1.2    | Matti Helminen              | Driving Force Logistics                    |
| 13.     | Grand Prix de Wallonie                            | Belgique  | 1.1    | Philippe Gilbert            | La Française des jeux                      |
| 13.-17. | Drei-Länder-Tour                                  | Allemagne | 2.1    | Sebastian Lang              | Gerolsteiner                               |
| 14.     | Tour of Vojvodina                                 | Serbie    | 1.2    | Jure Kocjan                 | Radenska Powerbar                          |
| 15.     | Championnat des Flandres                          | Belgique  | 1.1    | Niko Eeckhout               | Chocolade Jacques-Topsport Vlaanderen      |
| 15.-16. | Grand Prix de la Somme                            | France    | 2.2    | Romain Feillu               | CC Nogent-sur-Oise                         |
| 16.     | GP Misano Adriatico                               | Italie    | 1.1    | Daniele Bennati             | Lampre-Fondital                            |
| 16.     | Giro del Canavese                                 | Italie    | 1.2U   | Francesco Gavazzi           | Lampre-Fondital                            |
| 17.     | Grand Prix de l'industrie et du commerce de Prato | Italie    | 1.1    | Daniele Bennati             | Lampre-Fondital                            |
| 17.     | Grand Prix d'Isbergues                            | France    | 1.1    | Cédric Vasseur              | Quick Step                                 |
| 17.     | Trofeo Gianfranco Bianchin                        | Italie    | 1.2    | Matic Strgar                | Radenska Powerbar                          |
| 20.     | Circuit du Houtland                               | Belgique  | 1.1    | Artur Gajek                 | Wiesenhof-Akud                             |
| 23.     | Delta Profronde                                   | Pays-Bas  | 1.1    | Steven de Jongh             | Quick Step                                 |
| 26.     | Circuit des bords flamands de l’Escaut            | Belgique  | 1.1    | Danilo Hondo                | Lamonta                                    |
| 26.     | Ruota d'Oro                                       | Italie    | 1.2    | Sergey Kolesnikov           | Omnibike Dynamo Moscou                     |
| 28.-1.  | Circuit franco-belge                              | Belgique  | 2.1    | Kevin Van Impe              | Quick Step                                 |
| 30.     | Mémorial Cimurri                                  | Italie    | 1.1    | Enrico Gasparotto           | Liquigas-Bianchi                           |

### Octobre
| Date | Course              | Pays      | Classe | Vainqueur          | Équipe                  |
| ---- | ------------------- | --------- | ------ | ------------------ | ----------------------- |
| 3.   | Münsterland Giro    | Allemagne | 1.1    | Paul Martens       | Skil-Shimano            |
| 5.   | Coppa Sabatini      | Italie    | 1.1    | Giovanni Visconti  | Milram                  |
| 5.   | Paris-Bourges       | France    | 1.1    | Thomas Voeckler    | Bouygues Telecom        |
| 7.   | Tour d'Émilie       | Italie    | 1.HC   | Davide Rebellin    | Gerolsteiner            |
| 8.   | GP Beghelli         | Italie    | 1.1    | Sergio Marinangeli | Naturino-Sapore di Mare |
| 8.   | Paris-Tours espoirs | France    | 1.2U   | Huub Duyn          | Rabobank Continental    |
| 12.  | Tour du Piémont     | Italie    | 1.HC   | Daniele Bennati    | Lampre-Fondital         |

### Épreuves annulées
| Date          | Course               | Pays      | Classe |
| ------------- | -------------------- | --------- | ------ |
| 1er juillet   | Criterium d'Abruzzo  | Italie    |        |
| 20 août       | À travers Gendringen | Pays-Bas  |        |
| 26 août       | Tour du Frioul       | Italie    |        |
| 1-3 septembre | Stuttgart-Strasbourg | Allemagne |        |

## Classements finals
Le Belge Niko Eeckhout, membre de l'équipe Chocolade Jacques - Topsport Vlaanderen, remporte le classement individuel. Il compte 709 points et a notamment remporté les Trois Jours de Flandre-Occidentale, le championnat de Belgique, le Circuit du Pays de Waes, le Championnat des Flandres, le Mémorial Rik Van Steenbergen. Il devance l'Allemand Danilo Hondo et l'Italien Rinaldo Nocentini. L'équipe italienne Acqua & Sapone s'impose au classement par équipes. Elle devance l'équipe belge Unibet.com et l'équipe russe Omnibike Dynamo Moscou. L'Italie est première du classement par nations, devant l'Allemagne et la Belgique.
| Pos | Classement individuel | Pays      | Pts |
| --- | --------------------- | --------- | --- |
| 1.  | Niko Eeckhout         | Belgique  | 709 |
| 2.  | Danilo Hondo          | Allemagne | 688 |
| 3.  | Rinaldo Nocentini     | Italie    | 582 |
| 4.  | Sergey Kolesnikov     | Russie    | 514 |
| 5.  | Luca Mazzanti         | Italie    | 491 |
| 6.  | Baden Cooke           | Australie | 454 |
| 7.  | Alexander Khatuntsev  | Russie    | 451 |
| 8.  | Andrea Tonti          | Italie    | 441 |
| 9.  | Ricardo Serrano       | Espagne   | 379 |
| 10. | Ruslan Pidgornyy      | Ukraine   | 358 |

| Pos | Classement par équipes                | Pays        | Pts  |
| --- | ------------------------------------- | ----------- | ---- |
| 1.  | Acqua e Sapone                        | Italie      | 1751 |
| 2.  | Unibet.com                            | Belgique    | 1665 |
| 3.  | Omnibike Dynamo Moscou                | Russie      | 1509 |
| 4.  | Rabobank Continental                  | Pays-Bas    | 1489 |
| 5.  | Chocolade Jacques-Topsport Vlaanderen | Belgique    | 1475 |
| 6.  | Ceramica Panaria                      | Irlande     | 1416 |
| 7.  | Perutnina Ptuj                        | Slovénie    | 1242 |
| 8.  | Barloworld                            | Royaume-Uni | 1225 |
| 9.  | Wiesenhof-Akud                        | Allemagne   | 1177 |
| 10. | Comunidad Valenciana                  | Espagne     | 1130 |

| Pos | Classement par nations | Pts     |
| --- | ---------------------- | ------- |
| 1.  | Italie                 | 3264    |
| 2.  | Allemagne              | 2485    |
| 3.  | Belgique               | 2373    |
| 4.  | Espagne                | 2368    |
| 5.  | Russie                 | 2277,32 |
| 6.  | Pays-Bas               | 2172    |
| 7.  | Pologne                | 1793,32 |
| 8.  | Slovénie               | 1552    |
| 9.  | France                 | 1449    |
| 10. | Ukraine                | 1292    |